# Nusrat Imrose Tisha

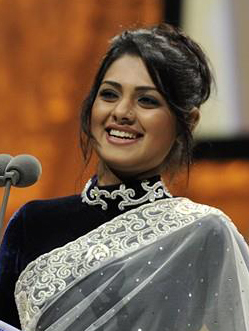
Nusrat Imrose Tisha (2013)

Nusrat Imrose Tisha (bengalisch নুসরাত ইমরোজ তিশা Nusarāt Imaroj Tiśā; geboren am 20. Februar 1981 in Rajshahi), auch bekannt als Tisha, ist eine bangladeschische Schauspielerin und Model, die hauptsächlich im bengalischen Fernsehen und in Filmen auftritt. Sie erlangte Popularität durch ihre Auftritte im Fernsehen und auf der Leinwand.

## Leben und Karriere
Nusrat Imrose Tisha wurde 1993 durch den bangladeschischen Reality-TV-Wettbewerb für Kinder Notun Kuri bekannt, bei dem sie in der Kategorie Schauspiel 1993 den zweiten Platz belegte und 1995 gewann. Ihren ersten Leinwandauftritt hatte sie 1998 im Alter von 17 Jahren in dem bengalischen Fernsehdrama Shat Prohorer Kabbo. Für ihre Arbeit als Model wurde Tisha 2003 und 2004 mit dem Meril-Prothom Alo Award der Zeitschrift Prothom Alo als bestes Model ausgezeichnet.
Ihr Filmdebüt gab sie 2009 mit der Rolle der Ru ba Haque in dem bengalischen Drama Third Person Singular Number von Mostofa Sarwar Farooki. Für diese Rolle wurde sie 2009 für den Meril-Prothom Alo Award als beste Filmschauspielerin nominiert und gewann den Kritikerpreis als beste Filmschauspielerin. Der Film war der bangladeschische Vorschlag für die 83. Oscarverleihung 2011 als bester fremdsprachiger Film, wurde jedoch nicht nominiert.
Tisha machte sich anschließend mit Hauptrollen in mehreren Filmen unter der Regie von Farooki einen Namen, darunter Television (2012) und No Bed of Roses (2017). Bei den bengalischen National Film Awards wurde sie 2016 und 2017 jeweils als beste Schauspielerin ausgezeichnet. Für das amerikanisch-indisch-bangladeschische Drama No Land's Man (2021) mit Nawazuddin Siddiqui in der Hauptrolle unter der Regie von Farooki fungierte Tisha erstmals als Produzentin. Für Something Like an Autobiography (2023) schrieb sie zusammen mit Farooki das Drehbuch, beide spielen die Hauptrollen in dem autobiografisch angehauchten Werk.
Seit 2010 ist Tisha mit Farooki verheiratet. Sie haben eine gemeinsame Tochter (* 2022).

## Filmografie (Auswahl)
- 1993: Notun Kuri (Fernsehsendung)
- 1998: Shat Prohorer Kabbo (Fernsehfilm)
- 2007–2008: 420 (Fernsehserie, 34 Folgen)
- 2009: Third Person Singular Number
- 2010: Graduate (Fernsehserie, 2 Folgen)
- 2012: Television
- 2016: Ostitto
- 2017: Haldaa
- 2017: No Bed of Roses (ডুব Doop)
- 2018: Ayesha (Fernsehfilm)
- 2019: Asroy (Fernsehfilm)
- 2021: No Land's Man (Produzentin)
- 2023: Something Like an Autobiography (auch Drehbuch)